# Jagdgeschwader z.b.V.
A Jagdgeschwader z.b.V. foi uma asa especial de caças da Luftwaffe, durante a Alemanha Nazi. Foi formada no dia 20 de Abril de 1944, em Kassel, para controlas os esquadrões III./JG 3, I./JG 5, II./JG 27, III./JG 54 e II./JG 53. No dia 15 de Junho de 1944 a unidade foi extinta, e passou a designar-se Stab/JG 4.

## Comandantes
- Maj Gerhard Michalski, 20 de abril de 1944 - 20 de maio de 1944[3]
- Hptm Walter Dahl, 20 de maio de 1944 - 6 de junho de 1944[3]
- Maj Gerhard Schöpfel, 6 de junho de 1944 - 15 de junho de 1944[3]